# Bierwart
Bierwart är en ort i Belgien.   Den ligger i provinsen Namur och regionen Vallonien, i den centrala delen av landet, 60 kilometer sydost om huvudstaden Bryssel. Bierwart ligger 190 meter över havet och antalet invånare är 494.
Terrängen runt Bierwart är huvudsakligen platt. Bierwart ligger uppe på en höjd. Runt Bierwart är det ganska tätbefolkat, med 100 invånare per kvadratkilometer.. Närmaste större samhälle är Namur, 15,5 kilometer sydväst om Bierwart. 
Trakten runt Bierwart består till största delen av jordbruksmark.